# 300 mil til himlen
300 mil til himlen (pl: 300 mil do nieba) er en ungdomsfilm fra 1989 instrueret af Maciej Dejczer efter manuskript af Maciej Dejczer og Cezary Harasimowicz.

## Handling
To polske brødre på femten og tolv år flygter fra det krisefyldte hjemland til Danmark, skjult under en lastvogn. Her finder de snart ud af, at Vesten ikke helt er det slaraffenland, de havde forestillet sig.